# Karl Burkhardt
Karl Burkhardt (* 9. Januar 1910 in Ansbach; † 24. August 1997) war ein deutscher politischer Verwaltungsbeamter. Er war kurzzeitig von 1957 bis 1958 Staatssekretär im bayerischen Kultusministerium.

## Politik
Burkhardt studierte an der Julius-Maximilians-Universität Würzburg Rechtswissenschaft. Am 10. Dezember 1929 wurde er als Koaetane von Karl Waltzinger im Corps Moenania recipiert. 1932 kam er als Referendar nach Ansbach, 1939 als Regierungsassessor nach München, später nach Dinkelsbühl. Seit 1939 Regierungsrat, war er im Zweiten Weltkrieg Leutnant bei der Panzertruppe von Wehrmacht und Waffen-SS. Er geriet in französische Kriegsgefangenschaft, aus der er 1946 entlassen wurde. Er war in der Nachkriegszeit in Deutschland wieder in Ansbach tätig und wurde Mitglied der Christlich-Sozialen Union in Bayern. Er amtierte von 1952 bis 1957 als Oberbürgermeister von Ansbach. Von 1957 bis 1958 war er Kultusstaatssekretär in der Bayerischen Staatsregierung (Kabinett Seidel I). Anschließend war er bis 1975 Regierungspräsident in Mittelfranken.

## Ehrungen
- Bayerischer Verdienstorden (1962)
- Ehrenbürger von Ansbach (1975)
- Karl-Burkhardt-Platz in Ansbach